# AODV
AODV (ou Ad-hoc On Demand Distance Vector) é um protocolo de roteamento reativo destinado para redes móveis (Redes Ad-Hoc), capaz de roteamento unicast e multicast, livre de loop e auto-inicialização e acomoda um grande número de nós moveis.
Quando um nó de origem solicita uma rota, este protocolo cria rotas dinamicamente, e as mantém, desde que a origem necessite delas. Para os grupos multicast, o AODV constrói uma árvore.

## História
O protocolo AODV foi desenvolvido em um centro de pesquisa da Nokia, pelos pesquisadores C. Perkins e E. Belding-Royer, em julho de 2003. O objetivo era padronizar os diferentes protocolos do MANET (Mobile Ad-hoc NETworks) para redes Ad-hoc. A primeira citação ao AODV aparece nos Proceedings of the 2nd IEEE workshop on mobile computing systems and application.  O interesse em redes ad-hoc aparece em artigos como o Dynamic source routing in ad-hoc wireless networks (1996). 

## Funcionamento básico

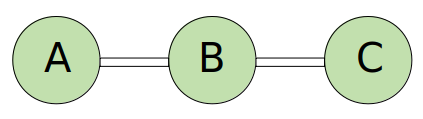
Nós de rede A, B e C

Como exemplo, podemos considerar a figura ao lado, onde está representada a seguinte situação: O nó A necessita se comunicar com o nó C, porém, está conectado diretamente somente ao nó B e o nó B, somente ao nó C. Cada nó possui inicialmente na sua tabela de roteamento o caminho somente para o nó diretamente conectado, ou seja, o nó A só conhece a rota até o nó B e o nó B só conhece a rota até o nó C. O nó A envia uma mensagem denominada Route Request (RREQ) para o nó B. Este processo é repetido até que um dos nós tenha a rota requerida inicialmente (de A para C). Na resposta de retorno, no caso o nó C, é enviado um pacote Route Reply (RREP), sendo que todas as tabelas de roteamento no caminho de volta são atualizadas. Caso não seja encontrado caminho do nó de origem até o nó de destino, é gerada uma mensagem do tipo Route Error (RERR).

## Aplicações
Esse protocolo de roteamento não requer grande consumo de energia e nem de grande capacidade de processamento e por isso torna-se fácil sua instalação em dispositivos móveis. O maior interesse das redes ad-hoc é a sua facilidade de configuração e baixo custo. Alguns experimentos foram realizados, como a «Rede de cidadãos» na Bélgica. Existem outros exemplos pelo mundo, como na África, ou o projeto (SARI) na Índia. Seu uso poderia compensar a cobertura operacional limitada. O exército (Projeto FELIN) ou a Defesa Civil demonstraram interesse nesta organização para mitigar a possibilidade de uma falha geral em caso de catástrofe natural, por exemplo.

## Evoluções do protocolo
A assimilação pela comunidade técnica deste protocolo gerou muitas evoluções e adaptações, como os protocolos AOMDV e ZBLE. Um estudo realizado por pesquisadores do Instituto Indiano de Tecnologia Rorkee propôs acréscimo do parâmetro sobre a força do sinal da rede para cálculo de melhor rota.